# Avesta socken
Avesta socken ingick i Folkare härad, ombildades 1907 till Avesta köping, 1919 till Avesta stad och området ingår sedan 1971 i Avesta kommun och motsvarar från 2016 Avesta distrikt.
Socknens areal var 11,66 kvadratkilometer land. År 2020 fanns här 7 738 invånare. Kyrkbyn Avesta med sockenkyrkan Avesta kyrka låg i socknen. 

## Administrativ historik
Avesta socken bildades 1642 genom en utbrytning ur Grytnäs socken. I jordeboken låg Avesta under Grytnäs socken ända fram till beslutet den 26 oktober 1888, då Avesta utbröts för att bli en separat jordebokssocken.
Vid kommunreformen 1862 övergick socknens ansvar för de kyrkliga frågorna till Avesta församling och för de borgerliga frågorna till Avesta landskommun. Landskommunen ombildades 1907 till Avesta köping som 1919 ombildades till Avesta stad som 1971 ombildades till Avesta kommun.
1 januari 2016 inrättades distriktet Avesta, med samma omfattning som socknen/staden.
Socknen har tillhört fögderier, tingslag och domsagor enligt vad som beskrivs i artikeln Dalarna. De indelta soldaterna tillhörde Västmanlands regemente och Folkare kompani.

## Geografi
Avesta socken ligger kring Dalälven som här har två fall.  Socknen präglas av älvdalen och norr därom ligger Badlundaåsen där den gamla landsvägen mellan Dalarna och mälarlandskapen gått.

## Fornlämningar
Yxor från stenåldern har påträffats.

## Namnet
Namnet kommer från byn Åvsta (1303 Aghastadhum) som hade ett laxfiske vid nuvarande Avesta, 1643 kallad Åffwestafors. Förleden i Åvsta är ave, älvutvidgning. Efterleden är antingen stad, 'båtplats' eller sta(d), 'plats, ställe'.

## Befolkningsutveckling
| Befolkningsutvecklingen i Avesta socken 1750–2020 | Befolkningsutvecklingen i Avesta socken 1750–2020 | Befolkningsutvecklingen i Avesta socken 1750–2020 | Befolkningsutvecklingen i Avesta socken 1750–2020 | Befolkningsutvecklingen i Avesta socken 1750–2020 |
| --- | ------------------------------------------------- | ------------------------------------------------- | ------------------------------------------------- | ------------------------------------------------- |
| |                                                   |                                                   |                                                   |                                                   |
| År |                                                   |                                                   | Folkmängd                                         |                                                   |
| 1750 | 1750                                              |                                                   | 1 797                                             |                                                   |
| 1760 | 1760                                              |                                                   | 2 065                                             |                                                   |
| 1769 | 1769                                              |                                                   | 2 082                                             |                                                   |
| 1780 | 1780                                              |                                                   | 759                                               |                                                   |
| 1790 | 1790                                              |                                                   | 875                                               |                                                   |
| 1800 | 1800                                              |                                                   | 885                                               |                                                   |
| 1810 | 1810                                              |                                                   | 839                                               |                                                   |
| 1820 | 1820                                              |                                                   | 884                                               |                                                   |
| 1830 | 1830                                              |                                                   | 953                                               |                                                   |
| 1840 | 1840                                              |                                                   | 793                                               |                                                   |
| 1850 | 1850                                              |                                                   | 824                                               |                                                   |
| 1860 | 1860                                              |                                                   | 906                                               |                                                   |
| 1870 | 1870                                              |                                                   | 786                                               |                                                   |
| 1880 | 1880                                              |                                                   | 1 762                                             |                                                   |
| 1890 | 1890                                              |                                                   | 2 483                                             |                                                   |
| 1900 | 1900                                              |                                                   | 3 816                                             |                                                   |
| 1910 | 1910                                              |                                                   | 4 718                                             |                                                   |
| 1920 | 1920                                              |                                                   | 5 537                                             |                                                   |
| 1930 | 1930                                              |                                                   | 5 165                                             |                                                   |
| 1940 | 1940                                              |                                                   | 6 085                                             |                                                   |
| 1950 | 1950                                              |                                                   | 8 097                                             |                                                   |
| 1960 | 1960                                              |                                                   | 10 880                                            |                                                   |
| 1970 | 1970                                              |                                                   | 10 227                                            |                                                   |
| 1980 | 1980                                              |                                                   | 8 356                                             |                                                   |
| 1990 | 1990                                              |                                                   | 7 664                                             |                                                   |
| 2010 | 2010                                              |                                                   | 7 189                                             |                                                   |
| 2020 | 2020                                              |                                                   | 7 738                                             |                                                   |
| Anm: Siffrorna för 1750, 1760 och 1769 avser Avesta och Grytnäs socknar. Källor: Umeå universitet - Tabellverket 1749-1859, Demografiska databasen, CEDAR, Umeå universitet, Befolkning per församling, Folkmängden per distrikt, landskap, landsdel eller riket efter kön. År 2015 - 2022. |                                                   |                                                   |                                                   |                                                   |